# Berdejo
Berdejo (aragónul Verdello) település Spanyolországban,  Zaragoza tartományban. Berdejo Carabantes, Reznos, Torrelapaja, Malanquilla és Bijuesca községekkel határos. Lakosainak száma 38 fő (2024).

## Népesség
A település lakosságának változását az alábbi diagram mutatja:
| Lakosok száma | 66   | 66   | 70   | 64   | 63   | 55   | 51   | 47   | 42   | 38   |
|               | 2001 | 2004 | 2007 | 2009 | 2012 | 2014 | 2017 | 2019 | 2022 | 2024 |